# 华北制革厂
华北制革厂是1917年成立于中国天津的一个皮革厂。

## 生平
1917年王健集资在河北金家窑创办。机器设备除一部分从德国进口外，均为中国各铁厂制造，主要生产“象牌”底革，在华北、东北、西北等地畅销。1927年又添置机器，新增轮带等工业用革的生产。1937年日军攻占天津后，华北制革厂把重要设备拆藏，厂房租予德孚洋行，仅留少数职工生产鞋里绒、礼服呢以维持生活。抗战胜利后，该厂仍处艰难境地，仅有职工20多人。1953年1月转为津南制革厂分厂。